# Frost Bank
Frost Bank es un banco estadounidense con sede en San Antonio, constituido en Texas, con 155 sucursales y 1700 cajeros automáticos en el estado. Es la principal filial de Cullen/Frost Bankers, Inc., un holding bancario. Es uno de los 60 bancos más grandes de Estados Unidos por activos totales.